# Liste der Monuments historiques in Pouzy-Mésangy
Die Liste der Monuments historiques in Pouzy-Mésangy führt die Monuments historiques in der französischen Gemeinde Pouzy-Mésangy auf.

## Liste der Bauwerke
| Bezeichnung      | Beschreibung                                                                    | Standort                                 | Kennzeichnung | Schutzstatus   | Datum     | Bild           |
| ---------------- | ------------------------------------------------------------------------------- | ---------------------------------------- | ------------- | -------------- | --------- | -------------- |
| Château de Pouzy | Burg, erbaut ab dem 13. Jahrhundert; Wirtschaftsgebäude aus dem 18. Jahrhundert | Pouzy, Rue Louis et Julien Dumont (Lage) | PA00093254    | Inscrit        | 1981      | weitere Bilder |
| Kirche St-Aignan | Erbaut ab dem 12. Jahrhundert                                                   | Pouzy, Chemin de l’Église (Lage)         | PA00093255    | Classé Inscrit | 1922 1925 | weitere Bilder |

## Liste der Objekte
| Bezeichnung                  | Beschreibung             | Standort                              | Kennzeichnung | Schutzstatus | Datum | Bild |
| ---------------------------- | ------------------------ | ------------------------------------- | ------------- | ------------ | ----- | ---- |
| Kruzifix                     | Keramik                  | Pouzy, in der Kirche St-Aignan (Lage) | PM03001442    | Inscrit      | 1989  |      |
| Skulptur des heiligen Rochus | Stein, polychrom gefasst | Pouzy, in der Kirche St-Aignan (Lage) | PM03001443    | Inscrit      | 1989  |      |